# Средина лета
Средина лета (енгл. Midsommar) је шведско-амерички хорор филм из 2019. године, режисера Арија Астера, са Флоренс Пју, Џеком Рејнором и Вилом Полтером у главним улогама. Радња прати пар пред раскидом, који са групом пријатеља одлази у Шведску на фестивал Средина лета, који се организује сваких 90 година, где сви постају жртве скандинавског паганског култа.
Филм је на различитим фестивалима номинован за 104 награде, од чега је освојио 27. Астер је првобитно замислио филм као слешер, да би га касније променио у прави фолк хорор. Тема филма је веома слична Човеку од прућа из 1973. године. Снимање је трајало током лета и јесени 2018, у Будимпешти.
Средина лета је премијерно приказана 3. јула 2019, у дистрибуцији продукцијске куће A24. Филм је био комерцијално успешан, са зарадом од 48 милиона долара. Добио је бројне похвале критичара, поготово за Астерову режију и Пјуин перформанс, али је међу публиком изазвао помешане реакције.

## Радња
Када открије да је њена сестра убила родитеље и себе угљен-моноксидом, студенткиња психологије, Дани Ардор, бива екстремно трауматизована. Овај догађај додатно појачава тензије у њеној четворогодишњој вези са студентом културне антропологије Кристијаном Хјузом, који се све више дистанцира од ње.
Како се ближи лето, Дани открива да су Кристијан и његове колеге Марк и Џош позвани на прославу летње дугодневице у Хелсингланду, у родовској комуни по имену Хорга. На ово путовање их је позвао њихов пријатељ, Швеђанин Пеле, који је члан комуне. С обзиром да се ова прослава догађа само једном у 90 година, Џош, који пише докторску дисертацију о европским прославама летње дугодневице, сматра да се таква прилика не сме пропустити. Пошто је планирао да раскине са Дани још и пре инцидента са њеном породицом, Кристијан јој није споменуо да планира да путује у Шведску. Након свађе са њом, преко воље је позива да им се прикључи.
Након што су стигли у комуну, упознају Сајмона и Кони, пар из Лондона који је позван од стране Пелеовог брата Ингемара. Узимају печурке од Ингемара, али Дани има лош трип и халуцинира о својој преминулој породици. Следећи дан присуствују ättestupa церемонији, где двоје стараца почине самоубиство тако што скоче са литице. Један од њих преживи пад, али чланови комуне у хору имитирају његове крике и из милости му окончају живот чекићем. Старешина комуне, Сив, покушава да утеши Кони и Сајмона, који су шокирани; објашњава им да сваки члан њихове комуне врши ову церемонију када напуни 72 године, и да је то за њих у ствари велика част.
Кристијан одједном одлучује да и он жели да пише о комуни Хорга; ово нервира Џоша, који сматра да је то плагијат. Потресена након што је видела церемоније, Дани жели да оде, али је Пеле убеђује да ипак остане. Пеле јој говори да је и он остао без родитеља након што су погинули у пожару, али да је комуна за њега постала нова породица. С друге стране, Кони и Сајмон инсистирају да оду, па их чланови комуне наводно одвезу до железничке станице, једно по једно. У међувремену, Кристијан врши истраживање за своју дисертацију; сазнаје да чланови Хорге понекад доводе „странце” у сврху размножавања, како не би морали да шире своју заједницу кроз инцест. Добија понуду да учествује у томе, али одбија. За то време, Марк уринира по дрвету, не знајући да је у питању свето дрво комуне, након чега га једна од чланица одвуче даље од групе. Када падне мрак, Џош излази напоље да би усликао један од Хоргиних светих списа, иако су му старешине то забраниле. Ухваћен је од стране човека који на себи носи Марково одсечено лице као маску; након што га је ударио батином по глави, овај човек одвлачи Џошово тело.
Сутрадан, чланови комуне подмећу Дани и Кристијану халуциногена пића. Дани учествује у плесу око мајског дрвета, где побеђује и бива крунисана за Мајску краљицу. У међувремену, Кристијана одводе до Маје, младе чланице комуне. Учествују у сексуалном ритуалу са циљем да Маја остане трудна, док старије чланице стоје наге и имитирају Мајино уздисање. Дани долази и гледа овај ритуал, мислећи да је Кристијан вара. Има панични напад, а жене из комуне је окружују и имитирају њено јецање. Након ритуала, Кристијан долази себи и покушава да побегне. Примећује Џошову ногу у леји цвећа и Сајмоново тело у амбару, али га један од стараца ухвати и парализује.
Долази време за последњу церемонију. Старешине комуне објашњавају да из комуне мора да се прочисти зло и да је за то потребно 9 жртава. Прве 4 жртве су странци, док следеће 4 морају да буду из комуне. Као Мајска краљица, Дани мора да одабере девету жртву; то може бити Кристијан, или пак један члан комуне. Дани бира да жртвује Кристијана, који бива стрпан у утробу мртвог медведа и стављен у дрвени храм у облику троугла поред других жртава. Храм бива запаљен, а чланови комуне имитирају крике горућих жртава. Дани испрва плаче од туге и страха, али се на њеном лицу касније појављује осмех.

## Улоге
| Глумац                | Улога          |
| --------------------- | -------------- |
| Флоренс Пју           | Дани Ардор     |
| Џек Рејнор            | Кристијан Хјуз |
| Вил Полтер            | Марк           |
| Вилијам Џексон Харпер | Џош            |
| Вилхем Бломгрен       | Пеле           |
| Елора Торчија         | Кони           |
| Арчи Мадекве          | Симон          |
| Хенрик Норлен         | Улф            |
| Гунел Фред            | Сив            |
| Изабел Грил           | Маја           |
| Агнес Рас             | Дагни          |
| Јулија Рагнарсон      | Инга           |
| Матс Бломгрен         | Од             |
| Ларс Варингер         | Стен           |
| Ана Астром            | Карин          |
| Лив Мјонс             | Ула            |
| Луиза Петерхоф        | Хана           |
| Бјорн Андресен        | Дан            |
| Анки Ларсон           | Ирма           |